# Font de la Carota
La Font de la Carota és una obra del municipi d'Igualada (Anoia). Tot el conjunt de la Font de la Carota està format per tres arcs: un de petit, amb la font pròpiament dita, i dos de més grans, en què hi ha els abeuradors pels animals. Constructivament, els arcs són de totxo i la resta, de pedra. El motiu del nom és el mascaró que, amb la boca oberta, deixa brollar l'aigua. Adossades al tercer arc, hi ha unes majòliques de la ceramista igualadina Milós Gras, amb la reproducció d'un poema d'en Jaume Boloix i Canela dedicat a la font. Forma part de l'Inventari del Patrimoni Arquitectònic de Catalunya.

## Història
La utilització de l'aigua del rec resolgué les necessitats industrials. En canvi, l'escassetat d'aigua per al consum domèstic plantejava fins i tot problemes de greu insalubritat per als habitants. Durant el segle xviii les fonts existents en la població eren les mateixes de l'època medieval, a les que s'afegí la Font de la Carota, avui encara en ús. Aquestes, a finals de segle, esdevingueren ja insuficients.